# 선저우 4호
선저우 4호(중국어: 神舟四号)는 중화인민공화국 선저우 우주선의 네 번째 무인 우주선이고, 2002년 12월 29일 창정 2F 로켓에 의해 발사되었다. 생명 유지 시스템을 실험하기 위해 인간과 비슷한 생체 기능을 가진 모형 우주 비행사를 실어 보냈다. 우주선에 침낭과 음식, 의약품 등을 포함한 유인 비행에 필요한 모든 장비가 탑재되었다. 우주선 창문은 새로운 재질로 제작되었고, 우주 비행사가 낙하산이 제대로 전개되었는지 확인할 수 있게 재진입 후에도 또렷하게 유지될 수 있도록 설계되었다.

## 같이 보기
- 톈궁 계획
- 주취안 위성발사센터